# Montoro Superiore
Montoro Superiore is een voormalige gemeente in de Italiaanse provincie Avellino (regio Campanië) en telde 8941 inwoners (31-12-2012). De oppervlakte bedraagt 20,4 km², de bevolkingsdichtheid is 387 inwoners per km². Op 3 december 2013 is de gemeente gefuseerd met 2013 Montoro Inferiore tot de nieuwe gemeente Montoro.
De volgende frazioni maken deel uit van de gemeente: Aterrana, Banzano, Caliano, Chiusa, Sant'Eustachio, San Pietro, Torchiati.

## Demografie
Montoro Superiore telt ongeveer 2624 huishoudens. Het aantal inwoners steeg in de periode 1991-2001 met 7,0% volgens cijfers uit de tienjaarlijkse volkstellingen van ISTAT.
| Jaar | Inwoneraantal |
| ---- | ------------- |
| 1991 | 7526          |
| 2001 | 8054          |

## Geografie
Montoro Superiore grenst aan de volgende gemeenten: Calvanico (SA), Contrada, Fisciano (SA), Solofra.